# Partido Libertario de Alaska
El Partido Libertario de Alaska es la filial del Partido Libertario (LP) en Alaska, con sede en Anchorage.
Es el tercer partido activo más grande de Alaska y el que tiene el mayor porcentaje de libertarios registrados de todos los estados.Desde 2012, los candidatos que se han postulado como libertarios y han ganado la primaria Demócrata-Libertaria-Independiente siempre han obtenido entre el 5 % y el 30 % de los votos en al menos una elección estatal o federal en cada ciclo electoral.
Desde que los candidatos presidenciales libertarios aparecieron en la boleta en 1976, Alaska ha sido un bastión para los libertarios, siendo el estado donde obtuvieron sus mejores resultados en todas las elecciones hasta 1992 y ubicándose entre los cinco primeros, salvo en 2004 y 2008. Muchos de los primeros cargos ocupados por libertarios fueron en Alaska.

## Historia
El Partido Libertario de Alaska se fundó poco después del partido nacional y llegó a convertirse en un bastión del nuevo partido a finales de los años setenta y durante la década de los ochenta. En 1973, John Hospers y Tonie Nathan, candidatos presidencial y vicepresidencial del partido en 1972, participaron como oradores en la primera convención estatal del partido en Fairbanks ante cincuenta miembros.Durante las elecciones presidenciales de 1980, Ed Clark y Eugene McCarthy también asistieron y hablaron en la convención estatal.
Dick Randolph fue elegido miembro de la Cámara de Representantes de Alaska como libertario en las elecciones de 1978. En las elecciones de 1980, Randolph y Ken Fanning fueron elegidos para la cámara estatal. Randolph obtuvo el 15 % del voto popular como candidato del partido en las elecciones para gobernador de 1982, pero los libertarios perdieron sus dos escaños en la cámara estatal. Randolph asumió el liderazgo del partido, pero luego lo dejó para postularse a la nominación republicana en las elecciones a gobernador de 1986. El representante republicano Fritz Pettyjohn afirmó que Randolph era “el pegamento que mantenía unido al partido” y que su “salida será un golpe mortal”. Andre Marrou fue elegido para la cámara estatal en 1984.
En las elecciones para gobernador de 1986, la dirigencia del partido rechazó a la ganadora de las primarias, Mary O'Brannon, y optó por lanzar una campaña por voto escrito con el candidato a vicegobernador y segundo lugar en las primarias, Ed Hoch, como su candidato, luego de fracasar en su intento de removerla mediante una demanda debido a que no cumplía con los requisitos de residencia.O'Brannon superó a Hoch en votos, obteniendo 1,050 frente a los 107 votos por escrito de Hoch, pero perdió más del 14 % y 28,000 votos respecto a la campaña de Randolph en 1982.Marrou, el único libertario en funciones en una legislatura estatal en ese momento, perdió su reelección a la cámara estatal.
En 1988, el partido logró colocar a tres candidatos legislativos en la boleta después de que la Corte Suprema del estado declarara inconstitucional la fecha límite de inscripción.En 1992, la filial de Alaska, junto con la filial estatal del Partido de la Constitución, ganó una demanda contra la División Electoral del estado de Alaska, luego de que se rechazaran las solicitudes para incluir a sus candidatos presidenciales en la boleta.
Entre 2009 y 2010, el partido llevó a cabo una campaña de registro de votantes con el objetivo de alcanzar los 9,786 inscritos, debido a una ley de 2004 que modificó las reglas de calificación de partidos en Alaska. Esta ley estableció que los partidos que utilicen el criterio de registro deben contar con un 3 % del total de votos emitidos en la última elección, lo que provoca que en los años intermedios (entre elecciones presidenciales) se requiera un número mayor de votantes registrados que en los años de elecciones presidenciales. Entre abril y junio de 2009, el registro del partido aumentó en más de 1,000 votantes.
En 2016, Cean Stevens se retiró tras haber ganado las primarias libertarias del estado para ceder su lugar en la boleta electoral al republicano Joe Miller, favorito del Tea Party y candidato al Senado en las elecciones de 2010. Miller fue aprobado por unanimidad por la junta ejecutiva para reemplazar a Stevens en las elecciones al Senado de 2016.Miller quedó en segundo lugar y obtuvo casi el 30 % de los votos, el porcentaje más alto jamás alcanzado por un candidato libertario al Senado, aunque no superó el récord de votos totales establecido por Michael Cloud en las elecciones al Senado de Massachusetts en 2002.

## Cargos actuales
- Stephen Bradford – Miembro de la Junta Escolar del Distrito de Ketchikan Gateway (2021–presente).[17]

## Exfuncionarios
- Richard Robb – Concejal de la ciudad de Bethel (2017–2018)[18][19]
- Ken Jones – Concejal de la ciudad de Cordova (2017–2021)[20][21]
- Dick Randolph – Representante estatal (1978–1982). Primera persona elegida para un cargo partidario bajo la bandera del Partido Libertario.
- Ken Fanning – Representante estatal (1980–1982). Segunda persona elegida para un cargo partidario bajo la bandera del Partido Libertario.
- Andre Marrou – Representante estatal (1985–1987). Candidato a la vicepresidencia en 1988 y a la presidencia en 1992.
- Sara Chambers – Concejala de la ciudad de Juneau (2006–2010).

## Presidentes
- Terrence Shanigan (2016–2016)[22]
- Jon Watts (2016–2022)[23]
- Alex Coker (2022–2024)[24]
- Meghan Trupp (2024–2024)[25]
- Nicholas Conrad (2024–present)[26][27]

## Resultados electorales

### Presidenciales
| Año  | Candidato presidencial  | Votos          | Cambio      |
| ---- | ----------------------- | -------------- | ----------- |
| 1972 | John Hospers (write-in) | 45 (0.1%)      | Sin cambios |
| 1976 | Roger MacBride          | 6,785 (5.5%)   | 5.4%        |
| 1980 | Ed Clark                | 18,479 (11.7%) | 6.2%        |
| 1984 | David Bergland          | 6,378 (3.1%)   | 8.6%        |
| 1988 | Ron Paul                | 5,484 (2.7%)   | 0.3%        |
| 1992 | Andre Marrou            | 1,378 (0.5%)   | 2.2%        |
| 1996 | Harry Browne            | 2,276 (0.9%)   | 0.4%        |
| 2000 | Harry Browne            | 2,636 (0.9%)   | 0.0%        |
| 2004 | Michael Badnarik        | 1,675 (0.5%)   | 0.4%        |
| 2008 | Bob Barr                | 1,589 (0.5%)   | 0.1%        |
| 2012 | Gary Johnson            | 7,392 (2.5%)   | 2.0%        |
| 2016 | Gary Johnson            | 18,725 (5.9%)  | 3.4%        |
| 2020 | Jo Jorgensen            | 8,897 (2.5%)   | 3.4%        |
| 2024 | Chase Oliver            | 3,040 (0.9%)   | 2.3%        |

### Cámara de Representantes
| Año  | Candidato a la Cámara | Votos          | Cambio      |
| ---- | --------------------- | -------------- | ----------- |
| 1986 | Betty Breck           | 4,182 (2.3%)   | Sin cambios |
| 1988 | None                  | None           | 2.3%        |
| 1998 | None                  | None           | Sin cambios |
| 2000 | Len Karpinski         | 4,802 (1.8%)   | 1.8%        |
| 2002 | Rob Clift             | 3,797 (1.7%)   | 0.1%        |
| 2004 | Alvin A. Anders       | 7,157 (2.4%)   | 0.7%        |
| 2006 | Alexander Crawford    | 4,029 (1.7%)   | 0.7%        |
| 2008 | None                  | None           | 1.7%        |
| 2010 | None                  | None           | Sin cambios |
| 2012 | Jim McDermott         | 15,028 (5.2%)  | 5.2%        |
| 2014 | Jim McDermott         | 21,290 (7.6%)  | 2.4%        |
| 2016 | Jim McDermott         | 31,770 (10.3%) | 2.7%        |
| 2018 | None                  | None           | 10.3%       |
| 2020 | None                  | None           | Sin cambios |
| 2022 | Chris Bye             | 4,570 (1.7%)   | 1.7%        |

### Clase II del Senado
| Año  | Candidato al Senado | Votos         | Cambio      |
| ---- | ------------------- | ------------- | ----------- |
| 2002 | Leonard Karpinski   | 2,354 (1.0%)  | Sin cambios |
| 2008 | Fredrick Haase      | 2,483 (0.8%)  | 0.3%        |
| 2014 | Mark Fish           | 10,512 (3.7%) | 1.9%        |
| 2020 | None                | None          | 3.7%        |

### Clase III del Senado
| Año  | Candidato al Senado | Votos          | Cambio      |
| ---- | ------------------- | -------------- | ----------- |
| 1986 | Chuck House         | 3,161 (1.8%)   | Sin cambios |
| 1992 | None                | None           | 1.8%        |
| 1998 | Scott A. Kohlhaas   | 5,046 (2.3%)   | 2.3%        |
| 2004 | Scott A. Kohlhaas   | 1,240 (0.4%)   | 1.9%        |
| 2010 | David Haase         | 1,459 (0.6%)   | 0.2%        |
| 2016 | Joe Miller          | 90,825 (29.2%) | 28.6%       |

### Gobernador
| Año  | Candidato a Gobernador | Votos          | Cambio      |
| ---- | ---------------------- | -------------- | ----------- |
| 1982 | Dick Randolph          | 29,067 (14.9%) | Sin cambios |
| 1986 | Mary Jane O'Brannon    | 1,050 (0.6%)   | 14.3%       |
| 1990 | Ninguno                | Ninguno        | 0.6%        |
| 1994 | Ninguno                | Ninguno        | Sin cambios |
| 1998 | Ninguno                | Ninguno        | Sin cambios |
| 2002 | William Toien          | 1,109 (0.5%)   | 0.5%        |
| 2006 | William Toien          | 682 (0.3%)     | 0.2%        |
| 2010 | William Toien          | 2,682 (1.1%)   | 0.8%        |
| 2014 | Carolyn Clift          | 8,985 (3.2%)   | 2.2%        |
| 2018 | William Toien          | 5,402 (1.9%)   | 1.3%        |

## Registro de votantes
La tasa de registro estancada se debe a que las primarias Demócrata-Libertaria-Independiente son abiertas, lo que permite que cualquier miembro de cualquiera de los partidos vote por un candidato.
| Año  | Registrados | %      | Cambio |
| ---- | ----------- | ------ | ------ |
| 2002 | 7,235       | (1.6%) | [ 30 ] |
| 2003 | 7,235       | (1.6%) | [ 31 ] |
| 2004 | 7,331       | (1.6%) | 0.0%   |
| 2005 | 6,932       | (1.5%) | 0.1%   |
| 2006 | 9,400       | (2.0%) | 0.6%   |
| 2007 | 8,587       | (1.8%) | 0.2%   |
| 2008 | 8,117       | (1.7%) | 0.1%   |
| 2009 | 6,742       | (1.3%) | 0.4%   |
| 2010 | 9,280       | (1.9%) | 0.6%   |
| 2011 | 8,804       | (1.8%) | 0.1%   |
| 2012 | 8,051       | (1.6%) | 0.1%   |
| 2013 | 7,687       | (1.5%) | 0.1%   |
| 2014 | 7,523       | (1.6%) | 0.1%   |
| 2015 | 7,176       | (1.4%) | 0.2%   |
| 2016 | 7,477       | (1.5%) | 0.1%   |
| 2017 | 7,599       | (1.4%) | 0.0%   |
| 2018 | 7,579       | (1.4%) | [ 47 ] |
| 2019 | 7,251       | (1.3%) | 0.2%   |